# Зайберт, Виктор Фёдорович
Виктор Фёдорович Зайберт (30 сентября 1947, Николаевка — 19 апреля 2022, Петропавловск) — казахстанский археолог, доктор исторических наук, профессор, автор ряда монографий, статей и научных новостей, связанных с древней историей Северного Казахстана. Известен как первооткрыватель и исследователь Ботайской культуры. Член-корреспондент Академии общественных наук Республики Казахстан и Германского археологического института.

## Биография
Родился в семье немцев Поволжья, депортированных в Казахстан.
Окончил исторический факультет Петропавловского педагогического института (1969).
В 1969—1976 годах работал археологом в Северо-Казахстанском областном историко-краеведческом музее, дослужившись до заведующего отделом археологии. Принимал участие в Северо-Казахстанской археологической экспедиции (СКАЭ), с 1972 года — руководитель экспедиции.
В 1976—1977 годах преподавал в Петропавловском пединституте. В 1977—1980 годах учился в аспирантуре Института археологии АН СССР под руководством О. Н. Бадера, после чего вернулся к преподаванию в Петропавловском пединституте. Работал заведующим кафедрой истории, проректором по научной работе и связям с зарубежными странами Северо-Казахстанского государственного университета (преемника пединститута).
В 1992 году защитил докторскую диссертацию на тему «Энеолит Урало-Иртышского междуречья».
В 1999—2002 годах возглавлял Петропавловский институт бизнеса и управления.
Опубликовано около 90 научных статей и 4 монографии.
Скончался 19 апреля 2022 года в Петропавловске. Похоронен на Новом кладбище города Астаны.